# یواس‌اس بجر (۱۸۸۹)
یواس‌اس بجر (۱۸۸۹) (به انگلیسی: USS Badger (1889)) یک کشتی بود که طول آن ۳۲۹ فوت ۶ اینچ (۱۰۰٫۴۳ متر) بود. این کشتی در سال ۱۸۸۹ ساخته شد.